# Nepiesta tarsalis
Nepiesta tarsalis är en stekelart som först beskrevs av Szepligeti 1911.  Nepiesta tarsalis ingår i släktet Nepiesta och familjen brokparasitsteklar. Inga underarter finns listade i Catalogue of Life.